# Camponotus edmondi
Camponotus edmondi är en myrart som beskrevs av Andre 1887. Camponotus edmondi ingår i släktet hästmyror, och familjen myror.

## Underarter
Arten delas in i följande underarter:
- C. e. edmondi
- C. e. ernesti

## Bildgalleri

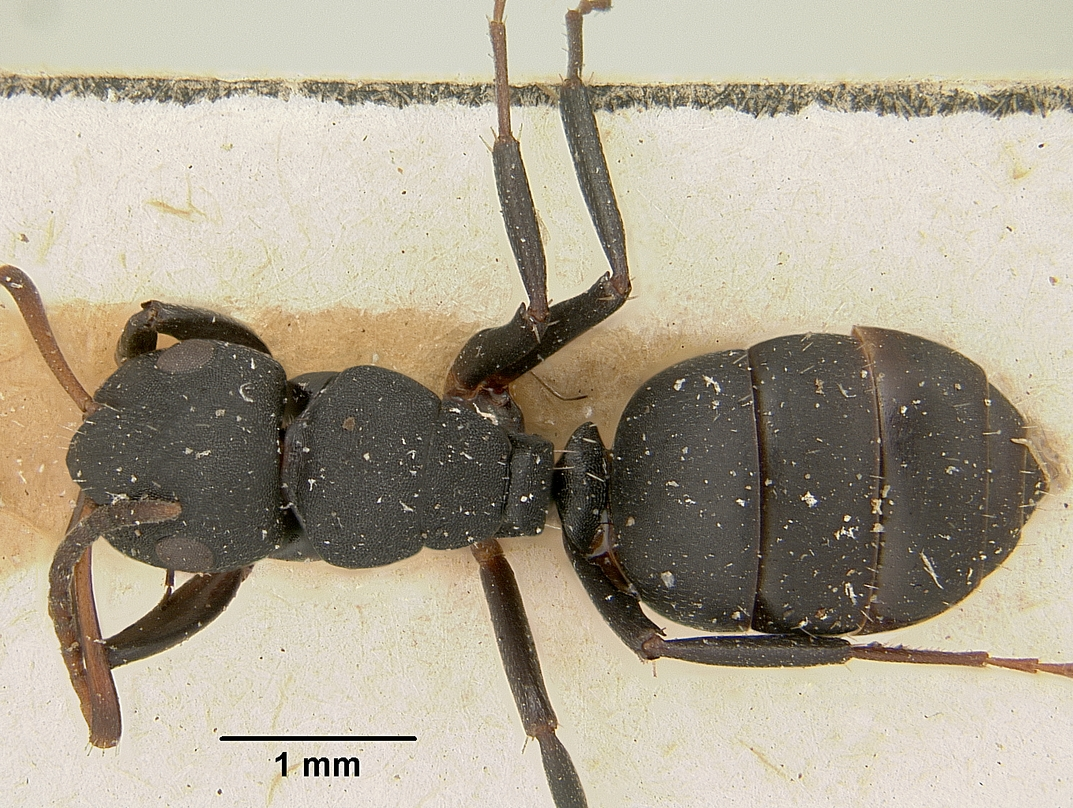
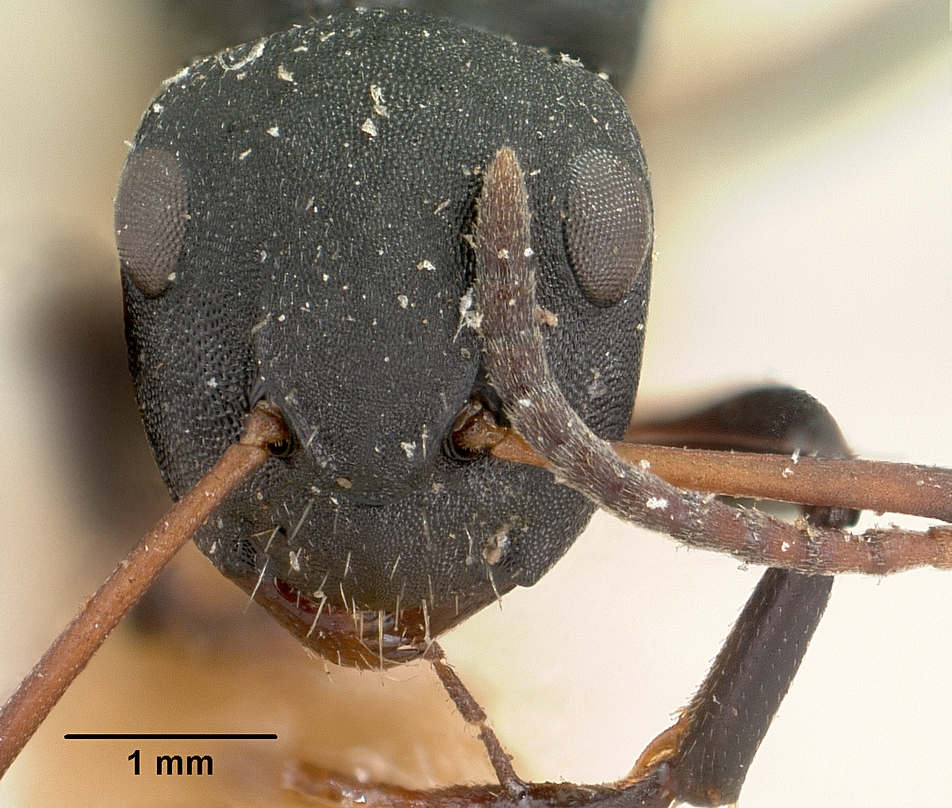
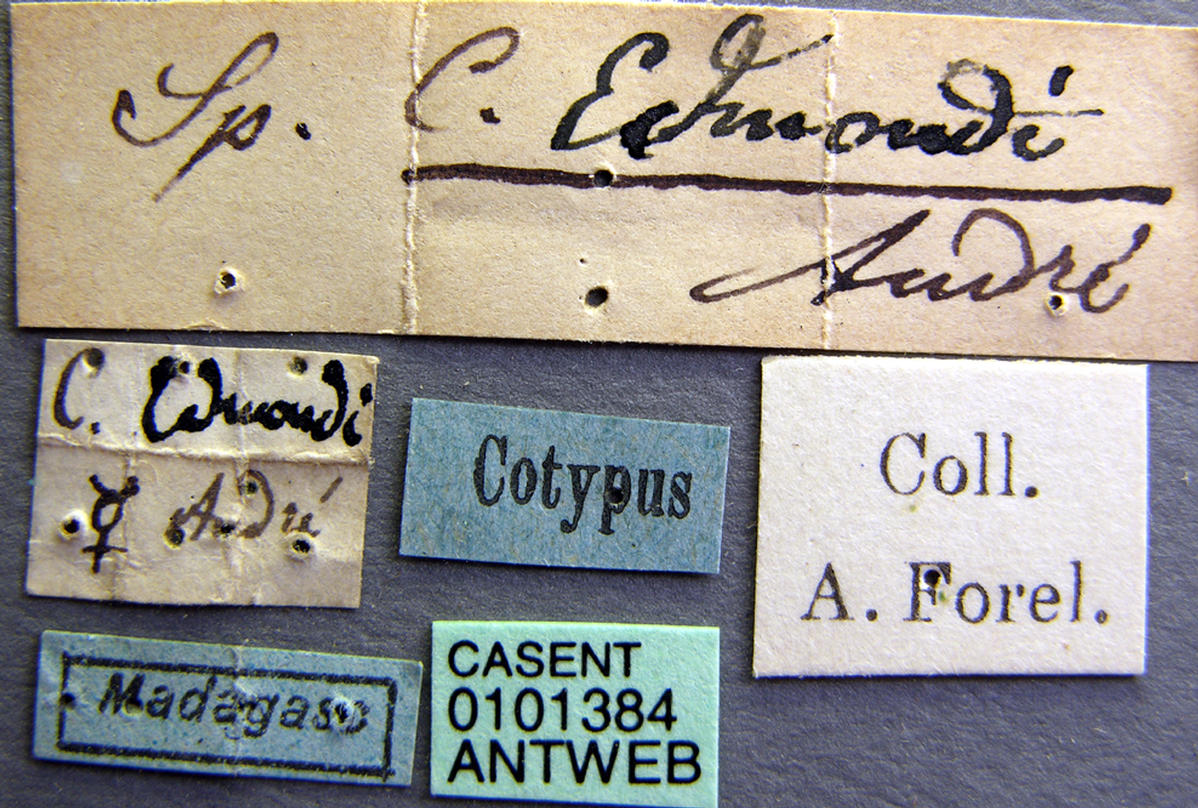
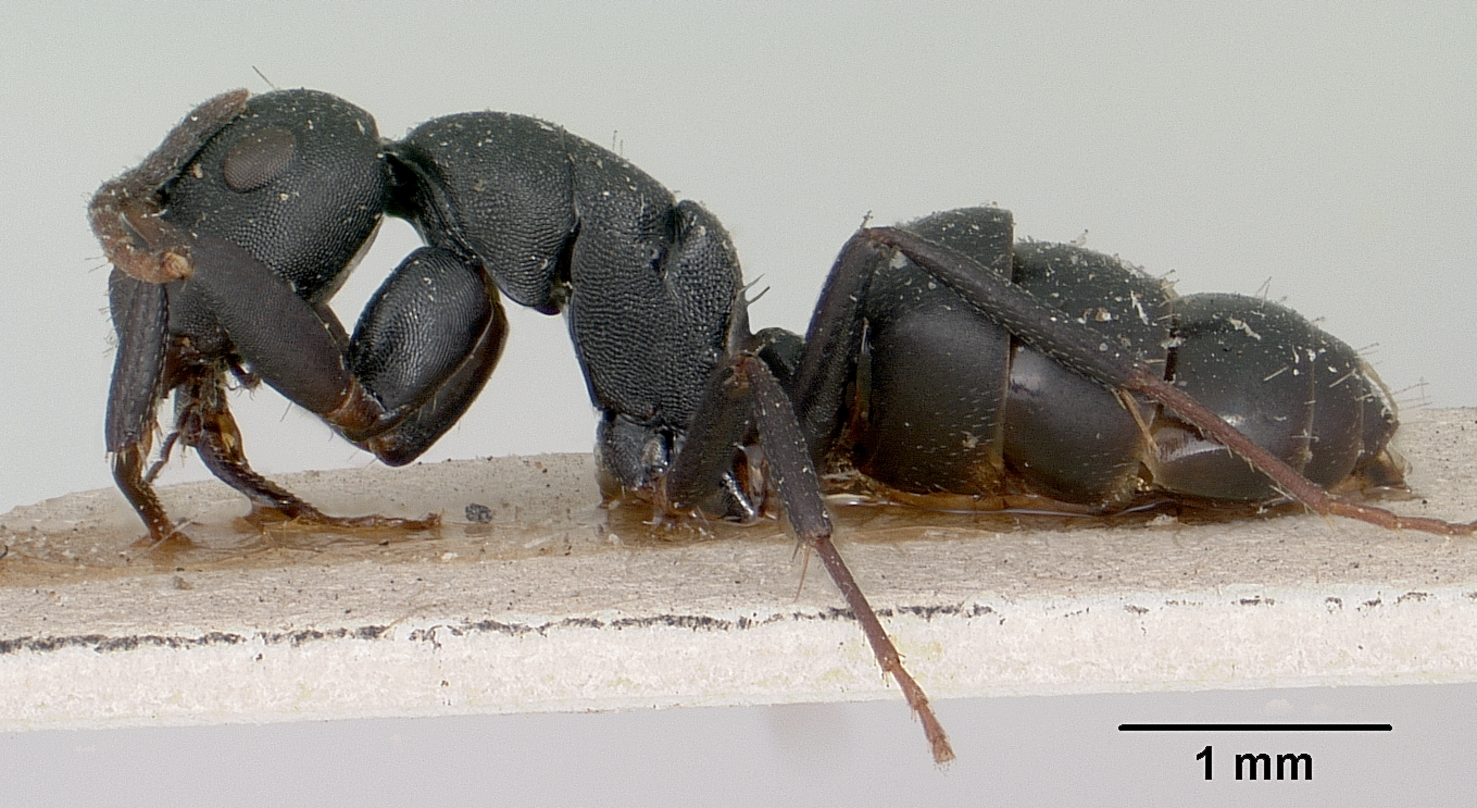
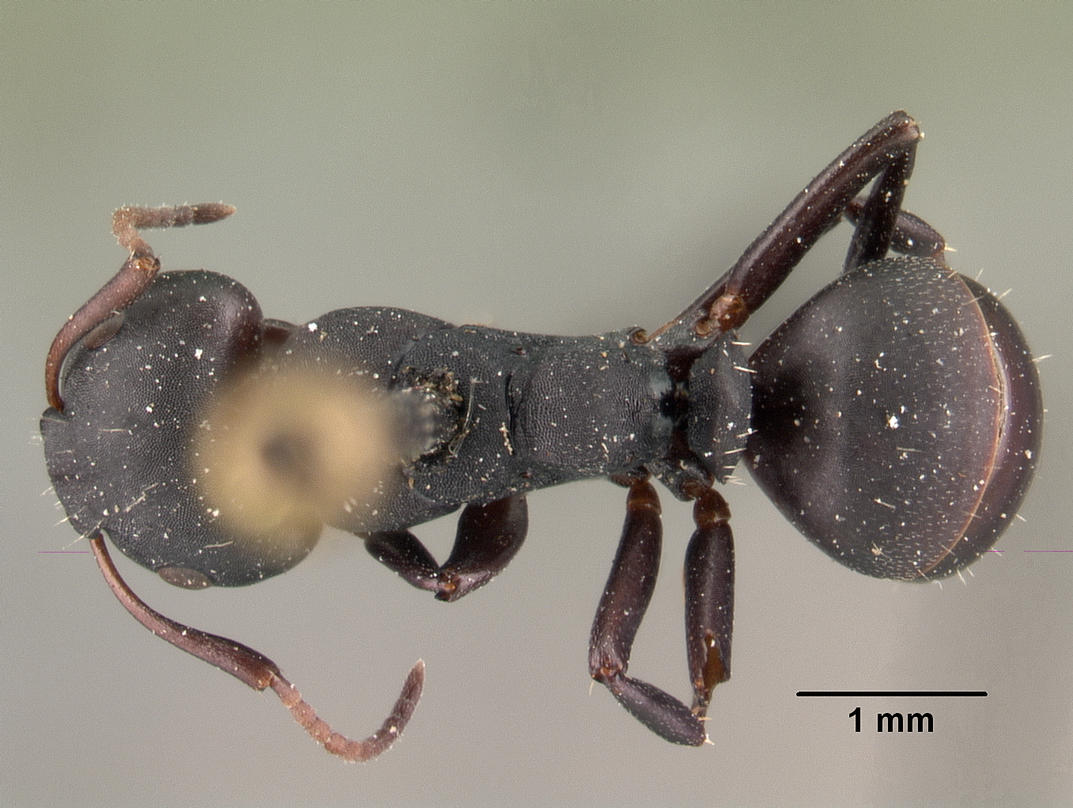
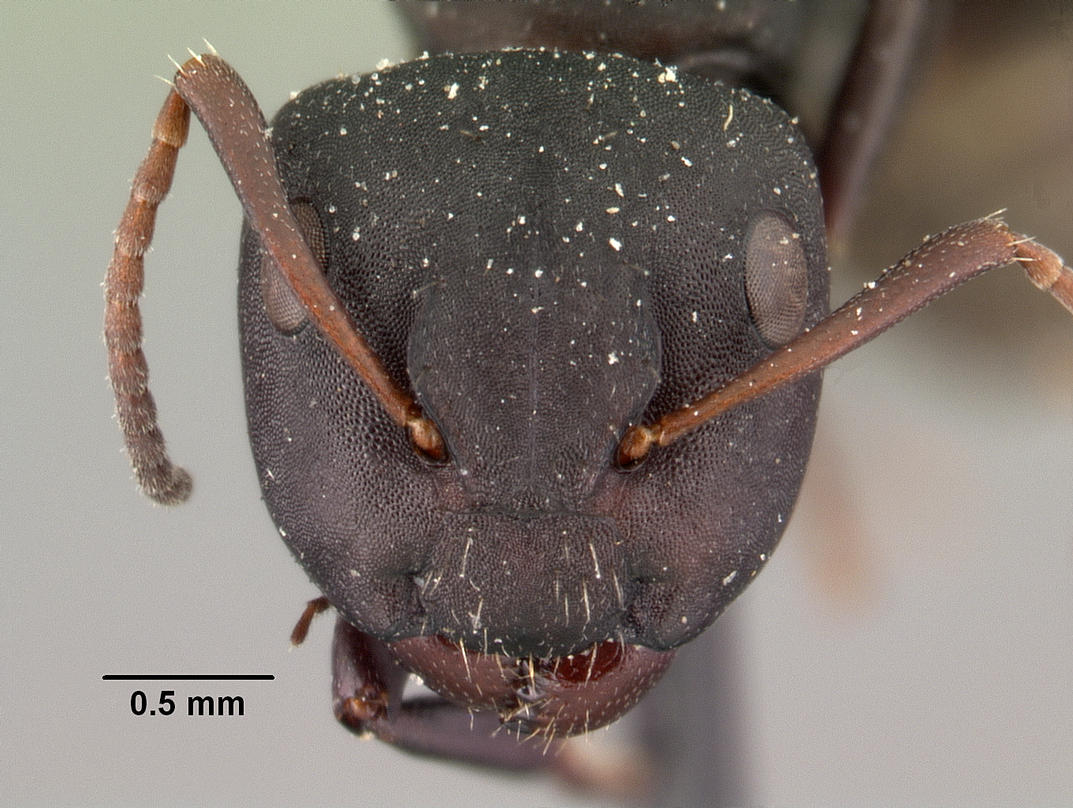